# Cooper Barnes
Nick Cooper Barnes (Sheffield, 15 april 1979) is een Amerikaanse acteur, die bekend is van zijn hoofdrol in de televisieserie Henry Danger. In die jeugdserie van Nickelodeon speelde hij van 2014 tot 2020 een superheld die bekendstaat als Ray Manchester en Captain Man en de trainer is van Henry Danger. Vanaf 2020 speelt hij dezelfde rol in de sequel Danger Force en in 2018 was hij de stemacteur voor dit personage in The Adventures of Kid Danger, een afgeleide animatieserie.
Sinds het begin van zijn carrière in 2001 heeft hij diverse bijrollen in films en series gehad. Ook trad hij op in komische sketches die hij deels schreef en regisseerde.

## Levensloop
Barnes werd geboren in Engeland, maar groeide op in een buitenwijk in de Amerikaanse staat Michigan. Hij voltooide zijn middelbareschoolopleiding in 1997 aan de Northville High School in Northville. In 2001 haalde hij aan de Eastern Michigan University zijn graad als Bachelor of Science in de richting Theatre, Fine Arts, Film. Hij begon zijn acteercarrière in dat jaar met een bijrol in de film Digging with Earnest en enkele jaren later verhuisde hij voor zijn carrière naar Los Angeles. Hij had kleine rollen in diverse films en series, waaronder Californication en Cold Case. Vanaf 2012 speelde hij meer in jeugdseries als Good Luck Charlie, Pair of Kings, Jessie, Kickin' It, Suburgatory en Switched at Birth. Hij speelt ook sketches en is medeoprichter van de komediegroep Frog Island Comedy, waarvoor hij ook scenario's schreef en regisseerde.
Barnes is op 3 oktober 2015 getrouwd met Liz Stewart, die bij  Frog Island Comedy gespeeld heeft.

## Filmografie
- 2007: Californication (tv-serie)
- 2009: Cold Case (tv-serie)
- 2011–2012: Pacino & Pacino Talent Agency (tv-serie)
- 2011 : Victorious (tv-serie) als agent
- 2012: Good Luck Charlie, (tv-serie)
- 2012–2013: Pair of Kings (tv-serie)
- 2013: Switched at Birth (tv-serie)
- 2013: Jessie (tv-serie)
- 2013: Defending Santa (film)
- 2014: Suburgatory (tv-serie)
- 2014: Sunken City (film)
- 2014–2020: Henry Danger (tv-serie, 121 afleveringen) als Ray Manchester en Captain Man
- 2018: Danger Games
- 2018: The Adventures of Kid Danger (animatiefilm, 12 afleveringen, als stemauteur)
- 2020–2023: Danger Force (tv-serie) als Ray Manchester en Captain Man
- 2024: Henry Danger: The Movie als Captain Man